# Vidrado de Você
Vidrado de Você (também conhecido como "Pode Sentar") é uma canção gravando pelo cantor brasileiro MC Livinho e o DJ Guuga que foi laçado em 11 de junho de 2019. A música mais tarde se tornou um hit viral na Turquia em 2025 depois que a torcida do grupo de futebol da Turquia Galatasaray usasse essa canção como música de vitória.

## Laçamento
Em 2025, as torcidas do grupo de futebol Galatasaray começaram em usa esta música como trilha sonora não oficial do grupo, que ficou muito famosa nas torcidas que quando Galatasaray venceu a Copa da Turquia a música se tornou um hit viral na Turquia, atingido a posição numero 5 nas paradas da Turquia da Billboard e a posição máxima nas paradas diárias de Spotify da Turquia. O sucesso fez o próprio MC Livinho fica-se muito surpreso, falando que “É surreal ver meu som chegando tão longe, conectando pessoas de culturas tão diferentes. Só posso agradecer a Deus e aos meus fãs”. E uma maneira para celebra o sucesso da música, o próprio funkeiro cantou a música em um estagio de futebol turco celebrando a vitória do Galatasaray de 2 x 0 contra Instabul.

## Desempenho nas tabelas musicais
| Chart (2025)        | Peak position |
| ------------------- | ------------- |
| Portugal (AFP)      | 94            |
| Turquia (Billboard) | 5             |